# Ольшаниця (Поморське воєводство)
Ольшаниця (пол. Olszanica, нім. Ellerwalde) — село в Польщі, у гміні Садлінки Квідзинського повіту Поморського воєводства.
Населення — 466 осіб (2011).
У 1975-1998 роках село належало до Ельблонзького воєводства.

## Демографія
Демографічна структура станом на 31 березня 2011 року:
|          | Загалом | Допрацездатний вік | Працездатний вік | Постпрацездатний вік |
| -------- | ------- | ------------------ | ---------------- | -------------------- |
| Чоловіки | 235     | 57                 | 165              | 13                   |
| Жінки    | 231     | 49                 | 139              | 43                   |
| Разом    | 466     | 106                | 304              | 56                   |